# Maksim Grek
Maksim Grek (Maximus Greken), född omkring 1475 i Arta, död 1556, var en grekisk, huvudsakligen i Ryssland verksam kyrkoman, kallad "ryska kyrkans store lärare och martyr för den evangeliska sanningen". 
Maksim inhämtade, medan humanismen ännu stod i sin blomstring, i Venedig och Florens grundlig klassisk bildning samt lärde sig italienska och franska. Humanismens hedniska tendenser tilltalade honom dock ej, och han anslöt sig till den av Girolamo Savonarola representerade riktningen. Efter sin återkomst till Grekland ingick han som munk i klostret Vatoped på Athos och kastade sig med iver på studiet av kyrkofäderna. 
År 1518 kom Maksim, på kallelse av storfursten Vasilij III, till Moskva för att beskriva de grekiska handskrifterna i storfurstens bibliotek, och så blev Ryssland skådeplatsen för hans egentliga livsgärning. Stående på höjden av västerländsk bildning, häpnade Maksim över den råhet och okunnighet, som han i Ryssland mötte hos både de andliga och de världsliga. Förutom sin egentliga syssla eller sysslande med kyrkofädernas översättning till kyrkslaviska och de liturgiska böckernas revision kastade han sig in i den religiösa polemiken och de politiska frågorna. 
Under de 38 år, som Maksim tillbringade i Ryssland, författade han omkring 140 skrifter. I detta antal ingår, utom översättningar av delar av Bibeln och utläggningar till densamma (till exempel Johannes Chrysostomos samtal över Matteus- och Johannesevangelierna) samt liturgiska avhandlingar, huvudsakligen stridsskrifter mot bland annat humanismens hedendom, mot judaiserande riktningar, mot romersk-katolska kyrkan (delvis riktade mot storfurstens förste livmedikus, tysken Nikolaus Bulef), mot Martin Luther, mot muslimerna och mot astrologin. I andra skrifter (till exempel Om Gud och visheten, Om oordningar och ofog hos denna tidens makthavande) gisslade han skarpt överhetens slöseri och deras förtryck av det enklare folket, och i sändebrev till storfurstarna Vasilij III och Ivan IV (den förskräcklige) tecknade han en härskares plikter. Många av hans skrifter behandlar munklivet, fastor, ånger och andra till sedeläran hörande frågor. 
Därjämte författade Maksim även psalmer, böner och helgonbiografier. I den då pågående striden om klostrens egendomar yrkade han, liksom Vassian Kosoj, att stora jordiska ägodelar ej är förenliga med munklivet, och han fick därigenom till fiender såväl metropoliten som munkarna i det rika Volokolamska klostret. När han därjämte satte sig emot storfurstens skilsmässa från hans första gemål och gifte med Jelena Glinskaja (Ivan IV:s mor), lyckades Maksims fiender icke blott göra honom misstänkt hos storfursten, utan även få till stånd ett kyrkomöte 1525, vilket dömde honom som kättare på grund av några föregivna eller verkliga fel i hans bibelöversättning och "uteslöt honom från delaktighet av sakramenten". Han inspärrades i Otrotj-klostret i guvernementet Tver, men förflyttades två år före sin död till det Sergievska, nära Moskva. 
Maksim Grek är den ryska litteraturens förnämsta personlighet under 1500-talet, den västerländska bildningens (renässansens) förste målsman i det moskovitiska riket. Hans lärjunge var furst Andrej Kurbskij. Maksim Greks samlade arbeten är utgivna i tre delar (Kazan 1859–62).

## Fotnoter
1. 1 2 3  Tjeckiska nationalbibliotekets databas, NKC-ID: mzk2007382252, läst: 15 december 2022.[källa från Wikidata]